# Право следования
Право следования (от фр. droit de suite), или в англоязычном варианте resale right — это право, по которому автор произведений изящных искусств (в данном случае графические произведения, такие, как: картины, марки, рисунки, литографии, керамика, ковры, фотографии и скульптуры, которые сделал лично автор и которые признаются как авторские) получает определенный процент с суммы перепродажи своего творения. Иногда это право сравнивают с роялти или с одним из подвидов моральных прав (от фр. droits moraux), что не совсем точно.
В международном законодательстве это право называется также «правом долевого участия» и определяется как право, в отношении оригиналов произведений искусства и оригиналов рукописей писателей и композиторов автор, а после его смерти лица или учреждения, управомоченные национальным законодательством, пользуются неотчуждаемым правом долевого участия в каждой продаже произведения, следующей за первой его уступкой, совершенной автором произведения. Право следования неотчуждаемо, от него нельзя отказаться, оно применяется ко всем актам перепродажи, за исключением, если это не продажа между частными лицами без посредников.

## Проблематика
Существование определенного неравенства между создателями изящных искусств и авторами других типов произведений (писатели, музыканты, режиссёры и т. д.) создало право следования. Идея права следования состоит в том, чтобы автор смог получить определенную финансовую прибыль с каждой последующей перепродажи (за исключением первой покупки).
Право следования регулируется Бернской конвенцией по охране литературных и художественных произведений, но она не предусматривает обязательств стран для введения этого права в своих законодательствах. Статья 14ter (2) Бернской Конвенции содержит только упоминание о взаимности: страны-участницы обязаны предоставить право следования авторам третьих стран только, если страна автора сама использует в своем законодательстве право следования («Охрана…может быть истребована в любой стране Союза, только если законодательство страны, к которой принадлежит автор, это разрешает, и в объеме, допускаемом законодательством страны, в которой истребуется эта охрана»). С другой стороны, статья 7 (1) Директивы 2001/84/EC от 27 сентября 2001 года обязывает государства-участников предоставлять авторам третьих стран право следования только на основании взаимности (то есть, когда и третья страна будет предоставлять такие же права гражданам из стран-участниц Директивы). Двойственность этих трактовок дает много версий для интерпретаций судебных решений.
В мире лишь меньшинство стран имеют в своих законах упоминание о праве следовании, и из их числа ещё меньшее количество стран действительно пользуются этим правом.
Противоречивостью юридической природы этого права является то, что оно обладает свойствами вещного права. Таким образом, право следования можно назвать правом sui generis — то есть право, которое обладает свойственному только ему чертами.

## Объект
Точного описания объектов, на которые распространяется защита права следования, не существует. Есть лишь критерии, по которым мы можем отнести произведение к той или иной группе. Ниже приведены примеры группировки различных видов произведений, которые могут считаться как оригинальные произведения автора:
1. В случае единого произведения, такие, как картины, рисунки и скульптуры, над которыми автор работал с самого начала их создания и, которые:
- являются произведениями, подпадающими под защиту авторского права,
- являются первым и единственным в своем роде произведением искусства.

2. В случае многосложных произведений, такие, как произведения графического искусства, фотографии, скульптурных работ из многих составляющих и архитектурными произведениями, которые:
- были созданы с использованием оригинальной формы или модели (для архитектурного произведения, фотографии, графического искусства или многосложных скульптур, планов, рисунков), а также оригинальные негативы (для фотографии)
- предметы искусства были сделаны лично автором либо под его контролем и началом.
- все перечисленные предметы отвечают критерию оригинальности

Nota Bene: для архитектурных построек и произведений прикладного искусства необходимо разделить стоимость цены продажи на основании заключения экспертизы на художественную стоимость и на материальную стоимость. Право следования должно распространяться только на художественную оценку стоимости.

## Международное регулирование
Право следование регулируется следующими международно-правовыми актами:
- Бернская конвенция об охране литературных и художественных произведений (артикль 14ter)
- Директива 2001/84/EC от 27 сентября 2001 года, касающаяся права следования в пользу автора оригинальной работы, которая дает государствам факультативные установки, от которых национальные законодательства могут отталкиваться[3][4].

## Особенности
Право следования должно обладать оригинальностью, определенной художественной и материальной ценностью. Право следования обычно длится 70 лет после смерти автора, как и в классическом авторском праве (в Великобритании право распространяется только на живых авторов).
Управление правом следования осуществляется несколькими способами:
1. продавец выплачивает денежную сумму автору произведения
2. агент
3. «Collectivement management» — специальные общества по управлению и перечислению сумм автору в Великобритании и других странах. Например, во Франции эта структура называется ADAGP[5], которая взимает проценты с перепродажи на аукционах.

### Отсрочка
Также в некоторых странах может быть дана отсрочка сроком на 5 лет в соответствии со статьей 17e Директивы ЕС от 27 сентября 2001 года для того, чтобы юридические институты не применяли сразу это право и помогли бы участникам продажи в этих странах адаптироваться к этому нововведению, сохраняя при этом рентабельность.

### Принцип территориальности
Для того, чтобы сделка регулировалась правом следования определенного государства, по крайней мере, одна из сторон должна находиться в государстве, где работает право следования. Есть несколько тестов, по которым можно определить, право какого государства будет действовать:
- Место заключения контракта (например, покупатель находится в Швейцарии и делает предложение о покупке по факсу или по телефону продавцу в Великобритании. Тогда продавец в Соединенном Королевстве может принять предложение в нескольких вариантах:

1. отослать факс в Швейцарию (в этом случае контракт будет считаться заключенным в Швейцарии)
2. по телефону (также будет применено швейцарское право)
3. по почте (тогда договор будет заключен в Великобритании)

- Тест места ведения бизнеса (место подписания договора или где продажа была осуществлена, или местонахождение товара во время подписания контракта)

### Принцип национального режима
В соответствии с ним каждая страна-участник конвенции предоставляет гражданам других стран-участниц по меньшей мере те же авторские права, что и своим собственным гражданам. Любые разбирательства по поводу подпадающих под конвенцию произведений происходят по законам страны, на территории которой они используются.

## Способ расчета
Право следования не применяется к перепродажам в течение 3 лет со дня первой продажи и, если сумма продажи меньше, чем 10,000 евро (во Франции статья L.122.8 Кодекса об Интеллектуальной Собственности, в Италии регулируется Законодательным Декретом n.118 от 13 февраля 2006 года)
Существует несколько видов расчета:
- фиксированный, как в Германии (5 %) или во Франции (3 %)
- прогрессивный, как в Италии (варьируется от 1 % до 10 % в соответствии с увеличением цены продукта).

В Директиве ЕС 2001/84 от 21 сентября 2001 приводятся следующие методы расчета:
| Цена товара                 | Процент, взимаемый с продажи |
| --------------------------- | ---------------------------- |
| от 0 до 50,000 €            | 4 %                          |
| от 50,000,01 до 200,000 €   | 3 %                          |
| от 200,000,01 до 350,000 €  | 1 %                          |
| от 350,000, 01 до 500,000 € | 0.5 %                        |
| свыше 500,000 €             | 0.25 %                       |

В любом случае, сумма роялти не может превышать 12,500 €.

## Право следования в государствах ЕС

### Нидерланды
Список произведений искусства не полный, объекты дизайна могут, согласно Министерству Юстиции Голландии, подпадать в различные категории объектов в зависимости от определения обстоятельств дела.
Нижний порог определен в 3000 евро. 3 года после первой покупки действует исключения действия права следования. Обязанность уплаты роялти падает на коммерсантов, участвующих в транзакциях, и не на самого продавца. Право следования длится столько же, сколько и срок авторского права. Резиденты страны пользуются теми же правами в области права следования, что и граждане.

### Франция
Как уже упоминалось выше, во Франции право следования регулируется статьей L.122.8 Кодекса об Интеллектуальной Собственности. Установленная доля едина — 3 %. Надо заметить, что только такие семьи, как Матисс и Пикассо, в настоящее время самостоятельно и напрямую применяют право следования (c 1996 года). В остальных случаях этим занимается общество ADAGP, которое взимает роялти только на аукционах и перечисляет их авторам произведений. В остальном французская версия мало чем отличается от факультативов Директивы.

### Германия
Регулируется разделом 26 закона «об авторском праве», принятом в 2006 году. Классификация объектов не определена, в законе говорится только об «оригинальных работах искусства, включая фотографии»: раздел 26 (1). Нижний ценовой порог составляет 400 евро. Механизм, который выполняет функцию общества, распределяющий роялти, называется «Verwertungsgesellschaft Bild-Kunst».

### Австрия
Поправка об Авторском праве 2005 года ввела в действие Директиву в законе «об авторском праве» новую статью 16b. В процессе принятия закона многие были против права перепродажи и они старались как можно больше ограничить это права, что и нашло отражаение в тексте новой поправки.
Минимальный ценовой порог в 3000 евро. Право не отчуждается, автор не может отказаться от права следования заранее. Право следования не применяется к перепродажам, если продавец приобрел работу от автора сроком не более трех лет и, если цена перепродажи менее 10,000 евро. Также требуется, чтобы дилеры на рынке искусства предоставляли необходимую информацию, для последующего осуществления права следования авторам произведения.

## За и против
За:
- Равенство прав между всеми видами авторств
- Материальное вознаграждение

Против:
- В большинстве стран право следования не работает, ввиду того, что оно слишком сложно и неудобно в применении и для этого нужно создавать громоздкие аппараты по отслеживанию финансовых операций; напротив, существуют такие положения, как Доктрина первой продажи и en:Exhaustion doctrine.
- 98 % всех авторов не вознаграждаются, лишь самое успешное меньшинство получает прибыли от перепродаж.
- Во многих странах, где номинально существует институт права следования, не используют его.
- Право следования имеет негативный эффект — очень дорого для осуществления и непопулярно.